# Großrössen
Großrössen ist ein Ortsteil der Stadt Falkenberg/Elster im südbrandenburgischen Landkreis Elbe-Elster und befindet sich etwa sechs Kilometer nördlich der Kernstadt an der Landesstraße L67. In unmittelbarer Nähe des Ortsteils befinden sich das Naturschutzgebiet „Schweinert“ sowie das Landschaftsschutzgebiet „Elsteraue“.

## Geschichte

Großrössen auf einer geschichtlichen Karte des Kreises Liebenwerda (1910).

Das Straßen- und Sackgassendorf Großrössen wurde urkundlich erstmals 1251 als Rossin erwähnt. Der Ort ist vermutlich slawischen Ursprungs. Weitere Namensformen sind grosin Rosin (1376), Großen Roysin (1419), grosse Roßin (1474) und Grosse Rössen (1577). Die um 1500 errichtete Kirche war eine Tochterkirche der Pfarrkirche in Kleinrössen. Daher war Kleinrössen zur Zeit der Entstehung beider Dörfer wohl der bedeutendere Ort. Schon vor dem Dreißigjährigen Krieg bestand ein Rittergut im Ort.
1862 betreute der Deichhauptmann, Rittmeister a. D. von Hellwig, den Gutsbesitz. 1874 erwarb der Landrat Carl Heinrich von Schaper auf Falkenberg Gut Groß- und Kleinrössen. 1877 war er auch Amtsvorsteher. Im Dorf lebten 175 Einwohner, auf dem Gut 71 Einwohner.
Der Rittergutsbesitzer Rittmeister de Lettre, welchem Mitte des 19. Jahrhunderts auch das Gut in Neudeck gehörte, ließ 1905 die heute unter Denkmalschutz stehende Brücke über die Schwarze Elster errichten. Die Flächen des einst 502 ha großen Rittergutes in Großrössen (Dorfstraße 1), war 1922 im Eigentum seine Witwe, Frau Major Margarete Lettre, geborene Meyer. Pächter war damals Kapitänleutnant a. D. Adolf Hesse. Um 1940 war dann Friedrich Freiherr von Wilmowsky (1911–1988), Sohn des Tilo von Wilmowsky und der Barbara Krupp, Eigentümer. Im Zuge der ab 1945 erfolgenden Bodenreform wurde die Gutsflächen derer von Wilmowsky an 30 Umsiedler und Landarbeiter aufgeteilt.
Am 22. März 1970 erfolgte die Eingemeindung des östlich an der Schwarzen Elster gelegenen Kleinrössen, und am 31. Dezember 2001 wurden die beiden Orte gemeinsam mit Beyern, Kölsa und Rehfeld nach Falkenberg eingemeindet.
Unter aktiver Beteiligung der Bürger des Ortsteils wurde 1995 ein Dorfentwicklungsplan erstellt. Ideen, Konzepte und Planungen wurden in Bürgerversammlungen in diesen Plan eingebracht und verwirklicht. Der dörfliche Charakter sollte in keiner Weise verloren gehen. Im Zuge der Dorferneuerung wurden alte Bauernhäuser rekonstruiert, Straßen und Gehwege ausgebaut und ein landwirtschaftlicher Wegebau vorgenommen. In den Jahren 2002 und 2008 nahm der Ortsteil am Kreiswettbewerb „Unser Dorf hat Zukunft“ teil.

### Verwaltungszugehörigkeit
Großrössen gehörte bis 1806 zum kursächsischen, dann königlich sächsischen Amt Schweinitz und ging 1816 in den Landkreis Schweinitz ein. Ab 1952 gehörte der Ort zum Kreis Herzberg, welcher dann 1993 im Landkreis Elbe-Elster aufging.

### Bevölkerungsentwicklung
| 1875 | 200 |  | 1946 | 492 |  | 1989 | 457 |  | 1995 | 459 |
| 1890 | 210 |  | 1950 | 519 |  | 1990 | 455 |  | 1996 | 464 |
| 1910 | 300 |  | 1964 | 418 |  | 1991 | 456 |  | 1997 | 469 |
| 1925 | 351 |  | 1971 | 529 |  | 1992 | 462 |  | 1998 | 472 |
| 1933 | 321 |  | 1981 | 470 |  | 1993 | 456 |  | 1999 | 461 |
| 1939 | 313 |  | 1985 | 459 |  | 1994 | 461 |  | 2000 | 464 |

## Kultur und Sehenswürdigkeiten

### Vereinsleben und regelmäßige Veranstaltungen
Regelmäßige kulturellen Veranstaltungen im Ortsteil sind das alljährlich auf dem örtlichen Sportplatz stattfindende Dorf- und Heimatfest, das Sommerfest und das Oktoberfest. Mitgestaltet werden diese meist vom Großrössener Frauenchor und den Großrössener Blasmusikanten, einer Blaskapelle, welche aus ortsansässigen Musikern besteht.
Weitere ortsansässige Vereine sind der „Verein für ökologische Bildung und Arbeit“, der „Sportverein Großrössen“, die „Freiwillige Feuerwehr“ sowie ein aktiver Seniorenclub.

### Sehenswürdigkeiten
Im südöstlich des Ortsteils gelegenen Naturschutzgebiet „Schweinert“ befindet sich eines der größten Hügelgräberfelder Mitteleuropas aus der Bronzezeit. Hier erfolgte nach der Schlacht bei Mühlberg im April 1547 die Gefangennahme des sächsischen Kurfürsten Johann Friedrich I. (Sachsen) durch Truppen des Heeres von Kaiser Karl V. in deren Folge der Schmalkaldische Krieg mit der Wittenberger Kapitulation endete.
Die Großrössener Dorfkirche befindet sich auf der Denkmalliste des Landes Brandenburg.

## Verkehr
Großrössen liegt nahe der Bahnstrecke Jüterbog–Röderau. Früher existierte eine vor allem militärischen Zwecken dienende Verbindungskurve Richtung Herzberg (Elster) Stadt an der Bahnstrecke Falkenberg–Beeskow.